# كافالينو تريبورتي
كافالينو تريبورتي، (بالإنجليزية: Cavallino-Treporti)‏، هي مدينة و(بلدية) في مدينة البندقية، فينيتو، شمال إيطاليا.

## السكان
في سنة 1871 بلغ عدد السكان 1٬688 نسمة، وتطور العدد ليصل في سنة 2011 لـ 13٬162 نسمة.
يظهر هذا المخطط البياني تطور النمو السكاني لـ كافالينو تريبورتي

## أعلام
- فابيو اينزو